# Progress M-27M
Progress M-27M (auch Progress 59P) war ein Raumtransporter vom Typ Progress, der am 28. April 2015 auf den Weg zur ISS gebracht wurde. Durch ein Problem bei der Trennung von der Sojus-Rakete erreichte er nicht die vorgesehene Umlaufbahn und konnte nicht unter Kontrolle gebracht werden. Er verglühte am 8. Mai 2015 in der Erdatmosphäre.

## Geplante Mission
Geplant war ein routinemäßiger Versorgungsflug zur Internationalen Raumstation ISS, der in ähnlicher Konfiguration schon viele Male durchgeführt worden war. Der Raumtransporter Progress M-27M war der 150. Flug und sollte etwa 2357 kg Fracht zur ISS bringen, die zu dieser Zeit von sechs Raumfahrern der ISS-Expedition 43 bemannt war. Die geplante Umlaufbahn war 193 km Erdnähe und 238 km Erdferne.
Das Rendezvous mit der ISS und die Ankopplung waren für etwa sechs Stunden nach dem Start geplant. Nach einigen Monaten wäre der Raumtransporter wie üblich mit Müll beladen worden. Nach der Abkopplung hätte man ihn über dem Südpazifik gezielt zum Absturz gebracht.

## Missionsverlauf

### Vorbereitung und Start
Der Raumtransporter war am 6. Oktober 2014 zum Startplatz in Baikonur gebracht worden. Am 24. April wurden Frachter und Trägerrakete verbunden.
Die Sojus-Rakete vom Typ 2.1a mit dem Raumtransporter an der Spitze wurde am 26. April 2015 morgens zur Startrampe 6/31 gebracht und dort aufgerichtet. Der Start erfolgte wie geplant am 28. April 2015 um 07:09 UTC. Die ersten beiden Raketenstufen arbeiteten fehlerlos.

### Fehlfunktion
Acht Minuten und 45 Sekunden nach dem Start trennte sich die dritte Stufe vom Raumtransporter. Die Telemetrie-Daten der Rakete waren ausgefallen, kurz nachdem das Triebwerk der dritten Stufe abgeschaltet wurde, aber bevor der Raumtransporter von der dritten Stufe getrennt worden war.
Der Progress entfaltete wie geplant seine Solarzellen und drei Kommunikationsantennen. Dennoch konnte die Bodenstation in Koroljow bei Moskau nicht feststellen, ob die Antennen für das Rendezvous- und Docking-System Kurs ausgefaltet worden waren. Telemetrie-Signale wurden nur sporadisch empfangen. Zudem war die Umlaufbahn mit 193,85 km Erdnähe und 279,15 km Erdferne etwa 40 Kilometer höher als geplant, was jedoch den Erfolg der Mission noch nicht zwingend gefährdete.
Das Rendezvous wurde verschoben und sollte erst am 30. April erfolgen, 34 Umläufe nach dem Start und erforderlichenfalls mit manueller Steuerung, um den Technikern zusätzliche Zeit zu geben, die Situation zu verstehen und die Probleme zu lösen. Noch am selben Tag stellte sich heraus, dass der Rendezvous-Antrieb defekt war, und somit eine Ankopplung an die ISS unmöglich wurde. Unklar war, ob der zweite Antrieb noch aktiviert werden konnte, um einen gesteuerten Absturz einzuleiten. Als Progress M-27M Russland überflog, konnten TV-Signale der Bordkamera empfangen werden, die zeigten, dass der Raumtransporter rotierte. Eine Umdrehung benötigte nur drei Sekunden, was die Ausfälle der Telemetrie erklärte.
Eine amerikanische Beobachtungsstation konnte 44 Objekte im Bereich des Raumtransporters identifizieren. Diese hohe Anzahl deutete auf Trümmer infolge einer Kollision oder einer Explosion hin. Mehrere Versuche der Kontaktaufnahme während des 29. April schlugen fehl, die Triebwerke konnten nicht aktiviert werden, um die Rotation zu stoppen. Die dritte Sojus-Stufe trat wie erwartet am 29. April in die Erdatmosphäre ein und verglühte.

### Absturz
Nachdem sämtliche Versuche, den Transporter zu steuern, fehlgeschlagen waren, konnte man nur noch darauf warten, dass er in die Erdatmosphäre eintrat und verglühte. Die Berechnung des Wiedereintritts ist relativ komplex und hängt stark von der Masse und vom Luftwiderstand des Raumflugkörpers sowie von der schwankenden Dichte der Hochatmosphäre ab. Die Voraussagen sind deshalb stets mit einer großen Unsicherheit behaftet.
Der Absturz erfolgte schließlich im 160. Umlauf am 8. Mai 2015 gegen 02:04 UTC über dem Südpazifik westlich von Chile.

## Auswirkungen
Bis zum 14. August 2015 war der Raumfrachter Progress M-26M an die ISS angekoppelt. Mit seinen Triebwerken wurde die ISS-Umlaufbahn für die anstehende Landung von Sojus TMA-15M korrigiert.  Der nächste Versorgungsflug fand am 28. Juni mit einem Dragon-Transporter statt; der Start schlug jedoch ebenfalls fehl.
Während die genaue Ursache noch untersucht wurde, wurden die Zeitpläne für weitere Sojus-Starts geändert. Der nächste bemannte Start einer Sojus-Rakete mit dem Raumschiff Sojus TMA-17M wurde um etwa zwei Monate auf Ende Juli verschoben, der für August geplante Progress-Start dafür auf Anfang Juli vorgezogen. Um die ISS so lange wie möglich mit sechs Raumfahrern bemannt zu halten, wurde die Landung von Sojus TMA-15M um mehrere Wochen auf den 11. Juni verschoben.

## Unfallursache
Roskosmos veröffentlichte am 12. Mai einen kurzen Zwischenbericht und kündigte einen weiteren Bericht zur Unfallursache für den 22. Mai 2015 an. Am 1. Juni 2015 machte Roskosmos eine „Design-Eigenheit“ in der Verbindung von Rakete und Raumschiff für den Fehlschlag verantwortlich.
Es kam im Komplex aus der neuen Sojus-2.1a-Oberstufe und dem Progress-Raumschiff zu unvorgesehenen Resonanzen, die zur Schwächung der Struktur der neu designten Treibstofftanks der Oberstufe führten. Bei der Abschaltung des Triebwerks (MECO) der Oberstufe kam es zu einem Druckstoß im Treibstoffsystem, der die Tanks bersten ließ und Progress M-27M in einen höheren Orbit als geplant katapultierte. Dabei erhielt das Raumschiff eine unkontrollierbare Drehung und erlitt durch Trümmer erhebliche strukturelle Schäden, durch die es steuer- und antriebslos wurde.